# Modena Volley 2014-2015
Questa voce raccoglie le informazioni riguardanti il Modena Volley nelle competizioni ufficiali della stagione 2014-2015.

## Stagione
La stagione 2014-15 è per il Modena Volley, sponsorizzato da Parmareggio, la quarantasettesima consecutiva in Superlega; alla guida della squadra viene confermato Angelo Lorenzetti, mentre nella rosa si assistono a diversi cambiati: ai confermati Bruno de Rezende, Andrea Sala, Earvin N'Gapeth e Uroš Kovačević si aggiungono gli aggiungono gli acquisti di Nemanja Petrić, Matteo Piano, Salvatore Rossini, Pieter Verhees, Luca Vettori e Dante Boninfante, mentre lasciano la squadra Zbigniew Bartman, Thomas Beretta, Sam Deroo, Loris Manià e Alen Šket.
Il campionato si apre con nove vittorie consecutive, di cui otto di fila tutte per 3-0: la prima sconfitta arriva alla decima giornata contro la Trentino Volley e, dopo aver superato solo al tie-break il BluVolley Verona, il club emiliano incappa nel secondo stop contro l'Associazione Sportiva Volley Lube; il girone di andata termina con il secondo posto in classifica, a pari punti con la capolista, qualificandosi per la Coppa Italia. Il girone di ritorno vede il Volley Modena sempre vittorioso, eccetto in due occasioni, ossia alla ventitreesima e alla ventiquattresima giornata, quando viene sconfitto per 3-1 dalla Top Volley e nuovamente dal club di Trento: al termine della regular season conferma il secondo posto in classifica. Nei play-off scudetto supera prima il Gruppo Sportivo Porto Robur Costa nei quarti di finale, e poi la Top Volley nelle semifinali: in entrambi i casi si aggiudica la serie grazie a due vittorie; nella serie finale sfida la Trentino Volley: dopo aver perso gara 1 e vinto gara 2, la squadra di Modena viene sconfitta sia in gara 3 che in gara 4.
Il Modena Volley partecipa alla Coppa Italia grazie al secondo posto raggiunto al termine del girone di andata della Superlega 2014-15; vince i quarti di finale contro il team di Ravenna, accendendo così alla Final Four di Bologna, dove incontra in semifinale l'Associazione Sportiva Volley Lube, che supera per 3-2: la partita finale si gioca contro la Trentina Volley e, grazie alla vittoria per 3-1, i modenesi portano a casa il loro undicesimo successo nella competizione.

## Organigramma societario
Area direttiva
- Presidente: Catia Pedrini
- Vicepresidente: Dino Piacentini
- Direttore sportivo: Andrea Sartoretti

Area organizzativa
- Segreteria generale: Luca Rigolon

Area tecnica
- Allenatore: Angelo Lorenzetti
- Allenatore in seconda: Lorenzo Tubertini
- Scout man: Roberto Ciamarra
- Responsabile settore giovanile: Andrea Ninnini, Giulio Salvioli

Area comunicazione
- Addetto stampa: Gian Paolo Maini

Area marketing
- Ufficio eventi: Elena Baschieri
- Responsabile commerciale: Andrea Parenti

Area sanitaria
- Medico: Lorenzo Segre, Luigi Tarallo
- Preparatore atletico: Juan Carlos De Lellis
- Assistente preparatore atletico: Giulio Bortolamasi
- Fisioterapista: Giovanni Adamo

## Rosa
| N° | Nome              | Ruolo | Data di nascita   | Nazionalità sportiva |
| -- | ----------------- | ----- | ----------------- | -------------------- |
| 1  | Bruno de Rezende  | P     | 2 luglio 1986     | Brasile              |
| 2  | Fabio Donadio     | L     | 30 aprile 1988    | Italia               |
| 3  | Andrea Sala       | C     | 27 dicembre 1978  | Italia               |
| 4  | Nemanja Petrić    | S     | 28 luglio 1987    | Serbia               |
| 5  | Dante Boninfante  | P     | 7 marzo 1977      | Italia               |
| 6  | Alberto Casadei   | S/O   | 15 settembre 1984 | Italia               |
| 7  | Salvatore Rossini | L     | 13 luglio 1986    | Italia               |
| 9  | Earvin N'Gapeth   | S     | 12 febbraio 1991  | Francia              |
| 11 | Matteo Piano      | C     | 24 ottobre 1990   | Italia               |
| 12 | Pieter Verhees    | C     | 8 dicembre 1989   | Belgio               |
| 14 | Yūki Ishikawa     | S     | 11 dicembre 1995  | Giappone             |
| 16 | Uroš Kovačević    | S     | 6 maggio 1993     | Serbia               |
| 17 | Luca Vettori      | S/O   | 26 aprile 1991    | Italia               |

## Mercato
| Acquisti | Acquisti          | Acquisti           | Acquisti   |
| R.       | Nome              | da                 | Modalità   |
| -------- | ----------------- | ------------------ | ---------- |
| P        | Dante Boninfante  | BluVolley Verona   | definitivo |
| S/O      | Alberto Casadei   | Piemonte           | definitivo |
| S        | Yūki Ishikawa     | Chūō Daigaku       | definitivo |
| S        | Nemanja Petrić    | Sir Safety Perugia | definitivo |
| C        | Matteo Piano      | Città di Castello  | definitivo |
| L        | Salvatore Rossini | Top Volley Latina  | definitivo |
| C        | Pieter Verhees    | Top Volley Latina  | definitivo |
| S/O      | Luca Vettori      | Piacenza           | definitivo |

| Cessioni | Cessioni         | Cessioni           | Cessioni      |
| R.       | Nome             | a                  | Modalità      |
| -------- | ---------------- | ------------------ | ------------- |
| S/O      | Zbigniew Bartman | Jastrzębski Węgiel | definitivo    |
| C        | Thomas Beretta   | Milano             | fine prestito |
| C        | Elia Bossi       | Molfetta           | definitivo    |
| S        | Sam Deroo        | BluVolley Verona   | definitivo    |
| S/O      | Niki Hendriks    | Lupi Santa Croce   | definitivo    |
| P        | Lukas Kampa      | Czarni Radom       | definitivo    |
| L        | Loris Manià      | Top Volley Latina  | definitivo    |
| P        | Simone Serafini  | Civitavecchia      | definitivo    |
| S/O      | Alen Šket        | Molfetta           | definitivo    |

## Risultati

### Superlega

#### Girone di andata
| 1ª giornata - 19 ottobre 2014 PalaPanini, Modena            | Modena             | 3 - 1 | Sir Safety Perugia | 24-26, 25-22, 25-20, 25-21        |
| 2ª giornata - 26 ottobre 2014 PalaFabris, Padova            | Padova             | 0 - 3 | Modena             | 15-25, 22-25, 20-25               |
| 3ª giornata - 29 ottobre 2014 PalaPanini, Modena            | Modena             | 3 - 0 | Milano             | 25-15, 25-15, 25-16               |
| 4ª giornata - 2 novembre 2014 PalaDesio, Desio              | Powervolley Milano | 0 - 3 | Modena             | 20-25, 17-25, 15-25               |
| 6ª giornata - 15 novembre 2014 PalaBanca, Piacenza          | Piacenza           | 0 - 3 | Modena             | 21-25, 20-25, 22-25               |
| 7ª giornata - 23 novembre 2014 PalaPanini, Modena           | Modena             | 3 - 0 | Molfetta           | 25-18, 25-15, 25-15               |
| 8ª giornata - 30 novembre 2014 PalaGalassi, Forlì           | Porto Robur Costa  | 0 - 3 | Modena             | 15-25, 20-25, 29-31               |
| 9ª giornata - 8 dicembre 2014 PalaPanini, Modena            | Modena             | 3 - 0 | Città di Castello  | 25-19, 25-11, 25-21               |
| 10ª giornata - 14 dicembre 2014 PalaPanini, Modena          | Modena             | 3 - 0 | Top Volley Latina  | 25-20, 25-19, 25-18               |
| 11ª giornata - 21 dicembre 2014 PalaTrento, Trento          | Trentino           | 3 - 0 | Modena             | 25-18, 25-19, 29-27               |
| 12ª giornata - 26 dicembre 2014 PalaPanini, Modena          | Modena             | 3 - 2 | BluVolley Verona   | 25-20, 22-25, 21-25, 32-30, 15-12 |
| 13ª giornata - 28 dicembre 2014 PalaFontescodella, Macerata | Lube               | 3 - 2 | Modena             | 25-19, 21-25, 23-25, 25-15, 15-10 |

#### Girone di ritorno
| 14ª giornata - 3 gennaio 2015 PalaEvangelisti, Perugia          | Sir Safety Perugia | 1 - 3 | Modena             | 22-25, 25-20, 22-25, 21-25 |
| 15ª giornata - 17 gennaio 2015 PalaPanini, Modena               | Modena             | 3 - 0 | Padova             | 30-28, 29-27, 25-21        |
| 16ª giornata - 25 gennaio 2015 PalaDesio, Desio                 | Milano             | 0 - 3 | Modena             | 24-26, 25-27, 20-25        |
| 17ª giornata - 1º febbraio 2015 PalaPanini, Modena              | Modena             | 3 - 0 | Powervolley Milano | 25-14, 25-22, 25-20        |
| 19ª giornata - 15 febbraio 2015 PalaPanini, Modena              | Modena             | 3 - 1 | Piacenza           | 25-15, 22-25, 25-18, 25-21 |
| 20ª giornata - 22 febbraio 2015 PalaPoli, Molfetta              | Molfetta           | 1 - 3 | Modena             | 25-20, 21-25, 19-25, 18-25 |
| 21ª giornata - 1º marzo 2015 PalaPanini, Modena                 | Modena             | 3 - 1 | Porto Robur Costa  | 18-25, 25-22, 25-22, 25-19 |
| 22ª giornata - 7 marzo 2015 Palazzetto dello Sport, Sansepolcro | Città di Castello  | 0 - 3 | Modena             | 13-25, 18-25, 17-25        |
| 23ª giornata - 15 marzo 2015 PalaBianchini, Latina              | Top Volley Latina  | 3 - 1 | Modena             | 25-18, 25-20, 18-25, 25-21 |
| 24ª giornata - 21 marzo 2015 PalaPanini, Modena                 | Modena             | 1 - 3 | Trentino           | 24-26, 18-25, 25-17, 24-26 |
| 25ª giornata - 29 marzo 2015 PalaOlimpia, Verona                | BluVolley Verona   | 0 - 3 | Modena             | 23-25, 21-25, 17-25        |
| 26ª giornata - 5 aprile 2015 PalaPanini, Modena                 | Modena             | 3 - 0 | Lube               | 25-18, 25-22, 25-21        |

#### Play-off scudetto
| Quarti di finale (gara 1) - 12 aprile 2015 PalaPanini, Modena | Modena            | 3 - 1 | Porto Robur Costa | 18-25, 25-13, 25-20, 25-13        |
| Quarti di finale (gara 2) - 19 aprile 2015 PalaGalassi, Forlì | Porto Robur Costa | 1 - 3 | Modena            | 29-27, 19-25, 19-25, 21-25        |
| Semifinali (gara 1) - 25 aprile 2015 PalaPanini, Modena       | Modena            | 3 - 2 | Top Volley Latina | 25-22, 25-14, 21-25, 22-25, 15-12 |
| Semifinali (gara 2) - 28 aprile 2015 PalaBianchini, Latina    | Top Volley Latina | 0 - 3 | Modena            | 25-22, 25-14, 21-25, 22-25, 15-12 |
| Finale (gara 1) - 3 maggio 2015 PalaTrento, Trento            | Trentino          | 3 - 2 | Modena            | 23-25, 17-25, 29-27, 28-26, 15-12 |
| Finale (gara 2) - 6 maggio 2015 PalaPanini, Modena            | Modena            | 3 - 1 | Trentino          | 19-25, 25-23, 25-21, 26-24        |
| Finale (gara 3) - 10 maggio 2015 PalaTrento, Trento           | Trentino          | 3 - 0 | Modena            | 25-23, 25-23, 25-22               |
| Finale (gara 4) - 13 maggio 2015 PalaPanini, Modena           | Modena            | 0 - 3 | Trentino          | 24-26, 20-25, 19-25               |

### Coppa Italia

#### Fase a eliminazione diretta
| Quarti di finale - 6 gennaio 2015 PalaPanini, Modena | Modena   | 3 - 0 | Porto Robur Costa | 25-21, 25-15, 25-22               |
| Semifinali - 10 gennaio 2015 PalaDozza, Bologna      | Modena   | 3 - 2 | Lube              | 25-19, 23-25, 12-25, 25-23, 15-11 |
| Finale - 11 gennaio 2015 PalaDozza, Bologna          | Trentino | 1 - 3 | Modena            | 19-25, 19-25, 25-23, 12-25        |

## Statistiche

### Statistiche di squadra
| Competizione | Punti | In casa | In casa | In casa | In trasferta | In trasferta | In trasferta | Totale | Totale | Totale |
| Competizione | Punti | G       | V       | P       | G            | V            | P            | G      | V      | P      |
| ------------ | ----- | ------- | ------- | ------- | ------------ | ------------ | ------------ | ------ | ------ | ------ |
| Superlega    | 60    | 16      | 14      | 2       | 16           | 11           | 5            | 32     | 25     | 7      |
| Coppa Italia | -     | 1       | 1       | 0       | -            | -            | -            | 3      | 3      | 0      |
| Totale       | -     | 17      | 15      | 2       | 16           | 11           | 5            | 35     | 28     | 7      |

G = partite giocate; V = partite vinte; P = partite perse

### Statistiche dei giocatori
| Giocatore     | Superlega | Superlega | Superlega | Superlega | Superlega | Coppa Italia | Coppa Italia | Coppa Italia | Coppa Italia | Coppa Italia | Totale | Totale | Totale | Totale | Totale |
| Giocatore     | P         | PT        | AV        | MV        | BV        | P            | PT           | AV           | MV           | BV           | P      | PT     | AV     | MV     | BV     |
| ------------- | --------- | --------- | --------- | --------- | --------- | ------------ | ------------ | ------------ | ------------ | ------------ | ------ | ------ | ------ | ------ | ------ |
| D. Boninfante | 23        | 1         | 0         | 0         | 1         | 1            | 0            | 0            | 0            | 0            | 24     | 1      | 0      | 0      | 1      |
| A. Casadei    | 22        | 24        | 20        | 2         | 2         | 3            | 2            | 1            | 0            | 1            | 25     | 26     | 21     | 2      | 3      |
| F. Donadio    | 3         | -         | -         | -         | -         | 0            | -            | -            | -            | -            | 3      | -      | -      | -      | -      |
| B. de Rezende | 32        | 114       | 51        | 24        | 39        | 3            | 12           | 5            | 4            | 3            | 35     | 126    | 56     | 28     | 42     |
| Y. Ishikawa   | 8         | 28        | 24        | 1         | 3         | 2            | 1            | 1            | 0            | 0            | 10     | 29     | 25     | 1      | 3      |
| U. Kovačević  | 20        | 150       | 129       | 11        | 10        | -            | -            | -            | -            | -            | 20     | 150    | 129    | 11     | 10     |
| E. N'Gapeth   | 30        | 446       | 377       | 32        | 37        | 3            | 44           | 36           | 5            | 3            | 33     | 490    | 413    | 37     | 40     |
| N. Petrić     | 28        | 393       | 320       | 37        | 36        | 3            | 54           | 46           | 7            | 1            | 31     | 447    | 366    | 44     | 37     |
| M. Piano      | 32        | 232       | 135       | 80        | 17        | 3            | 26           | 19           | 6            | 1            | 35     | 258    | 154    | 86     | 18     |
| S. Rossini    | 32        | -         | -         | -         | -         | 3            | -            | -            | -            | -            | 35     | -      | -      | -      | -      |
| A. Sala       | 21        | 33        | 25        | 6         | 2         | 2            | 9            | 5            | 3            | 1            | 23     | 42     | 30     | 9      | 3      |
| P. Verhees    | 32        | 240       | 169       | 53        | 18        | 2            | 15           | 12           | 3            | 0            | 34     | 255    | 181    | 56     | 18     |
| L. Vettori    | 32        | 399       | 316       | 39        | 44        | 3            | 42           | 37           | 2            | 3            | 35     | 441    | 353    | 41     | 47     |

P = presenze; PT = punti totali; AV = attacchi vincenti; MV = muri vincenti; BV = battute vincenti